# 維亞特卡河

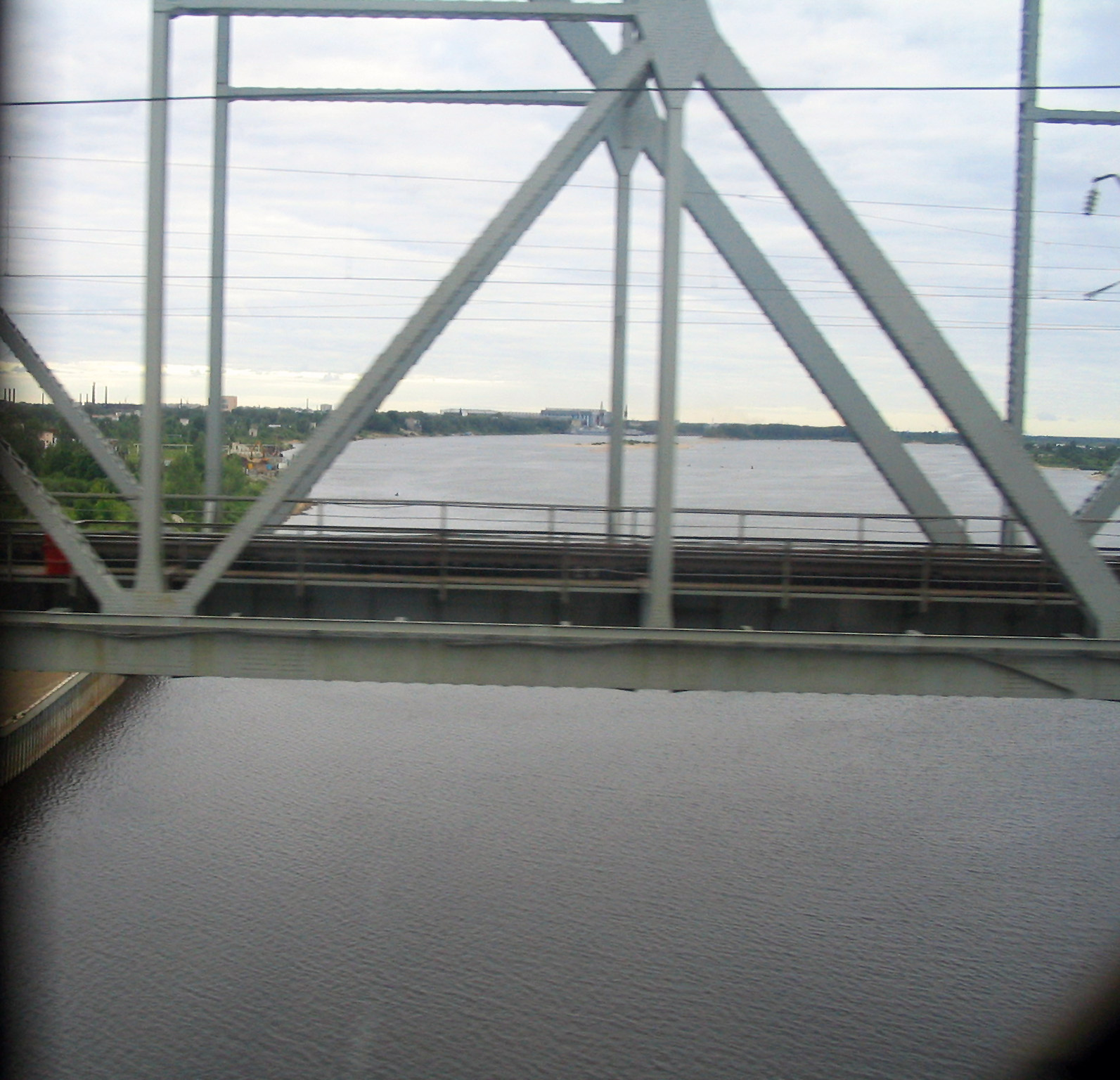
維亞特卡河 - 從基洛夫的鐵路橋看出去的景色

維亞特卡河（俄语：река́ Вя́тка；马里语：Виче）是俄羅斯基洛夫州和韃靼斯坦共和國的河，也是卡馬河的右支流。長度為1,314公里，集水區面積為129,000平方公里，發源自烏德穆爾特共和國北部，在十一月初結冰直至四月下旬。
主要支流有科布拉河、列特卡河、韦利卡亚河、莫洛马河、皮日马河、切普察河、贝斯特里察河、沃亚河和基利梅济河。
在維亞特卡河生活的魚類包括bream、roach、丁鱥、鲶鱼、pike、European perch、zander等。 
維亞特卡河由河口到基洛夫市的700公里長河段可供船隻航行，主要港口有基洛夫、科捷利尼奇、苏维埃茨克和维亚茨基耶波利亚内。

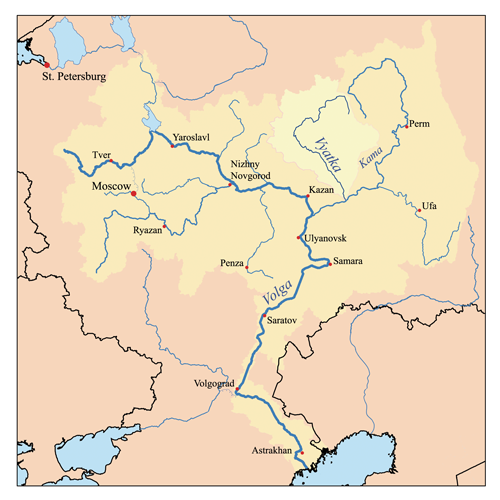
伏爾加河集水區地圖(維亞特卡河highlighted)